# Daptonema ecphygmaticum
Daptonema ecphygmaticum is een rondwormensoort uit de familie van de Xyalidae.